# Polyplocotes nitidus
Polyplocotes nitidus is een keversoort uit de familie klopkevers (Ptinidae). De wetenschappelijke naam van de soort werd in 1869 gepubliceerd door John Obadiah Westwood.